# توماس ستانغ
توماس ستانغ (بالنرويجية البوكمول: Thomas Stang)‏ هو حراجي وشخصية أعمال نرويجي، ولد في 27 نوفمبر 1897، وتوفي في 5 يناير 1982.